# Montsalvage
Ne doit pas être confondu avec Montsalvatge.
Montsalvage ou Montsalvat est un château de la légende arthurienne, qui, comme Corbenic, renferme le « Palais aventureux », où se trouve le Graal.

## Histoire
C'est dans l'œuvre du poète épique bavarois Wolfram von Eschenbach, Parzival, composée entre 1195 et 1215 d'après le Perceval de Chrétien de Troyes, qu'est fait mention pour la première fois du château de Montsalvage.
Ce qui distingue le poème épique de von Eschenbach et le drame de Wagner, c'est le fait que le Saint-Graal en constitue le point central.

### Origine française du texte
Les premiers poèmes connus qui ont trait à la légende de Parsifal et du Saint-Graal sont de langue française.
Ainsi, le parsifal  de Chrétien de Troyes, dont s'est inspiré von Eschenbach, avait laissé le domaine du Graal, inaccessible et intemporel.
Bâtie par le roi Titurel (qui fait également l'objet d'un autre poème de Wolfram), chef des Templeisen et fondateur de la dynastie du Graal, la forteresse de Montsalvage est située sur une haute colline de la Terre de Salväsch (ou Sauveterre) et entourée d'une muraille. À son pied se trouve un lac.
L'ermite Trevrizent en parle en ces termes :

« Es wohnt manch wehrliche Hand

Zu Monsalväsche bei dem Gral

Auch pflegen über Berg und Tal

Dieselben Templeisen

Auf Abenteuer zu reisen. »

— Parzival, extrait du livre IX « Trevezent »

### Liens entre Montségur et Montsalvat
Selon Jean-Michel Angebert : La question s'est posée sur le fait de savoir si Montségur était ou non le Montsalvat ou Mont du Salut des légendes arthuriennes, qui abrita le Saint-Graal.
Le fait est que Otto Rahn avait reçu pour mission d’Alfred Rosenberg, auteur du fameux Mythe du xx* siècle, de vérifier l'exactitude de cette hypothèse.

## Œuvres se référant à Montsalvage
- Lohengrin, opéra de Richard Wagner
- Parsifal, opéra de Richard Wagner
- Montsalvat, roman de Pierre Benoit
- Le Roi pêcheur, pièce de théâtre de Julien Gracq